# Frans Michael Franzén
Frans Michael Franzén (født 9. februar 1772 i Uleåborg i det nuværende Finland, død 14. august 1847 i Hernösand) var en svensk digter.

## Liv og gerning
Franzén blev student i Åbo og tog der 17 år gammel magistergraden, blev 1792 docent og senere professor i historie og moralfilosofi. 1795—96 foretog Franzén en udenlandsrejse til Danmark, Tyskland, Frankrig og England, hvor hans allerede åbne sans for det nyvakte germanske åndsliv yderligere styrkedes. 
Efter Finlands afståelse til Rusland flyttede Franzén til Sverige, hvor han, der nogle år i forvejen var blevet ordineret, blev
præst, først i Kumla i Närke, senere i Stockholm og endelig (1834) biskop i Hernösand, hvor han døde. Medlem af svenske Akademien var han blevet allerede 1808, og 1824-34 var han Akademiens sekretær.
Allerede tidligt fremtrådte Franzén som digter: hans første digte spredtes landet rundt i afskrifter og modtoges med begejstring, især "Selmadigtene", som var fremkaldt af hans kærlighed til en ung dame. Til de mest kendte hører: "Menniskens anlete", "De tre behagen", "Till Selma", "De små", "Unga flicka i din vår", de elskværdige drikkeviser: "Goda gosse glaset tom", "Sörj ej den gryende dagen", "Champagnevinet" og ikke mindst "Den gamle knekten" med flere. Af hans ungdomsdigte bør ikke glemmes de af den skandinaviske bevægelse i 1790'erne fremkaldte: "Den danska sånggudinnan till den svenska" og "Svea till Dana". For sin smukke Sang om Creutz (1797) vandt han Svenska Akademiens store pris. Af hans mere didaktisk-religiøse digte kan nævnes: "Emili eller en afton i Lappland", "Tidsbilder" med flere. 

## Årsager til gennembrud
Grunden til, at hans digtning så tidligt slog igennem, var ikke blot den milde elskelige personlighed, der overalt lyste igennem den, men også det ny og friske, den bragte, påvirket som den var af den ny tyske litteratur (Klopstock, Voss og andre) helt uden for den herskende akademiske smag. Han påskønnedes derfor også af Kellgren, som optog blandt andre "Menniskans anlete" i Stockholmsposten. Skønt han stod uden for den akademiske retning, trådte han dog aldrig i opposition til den: al polemik var hans ironiske natur imod. På den anden side kunne han ikke slutte sig til fosforisterne, hvor meget han end i flere henseender delte deres anskuelser, og da der fra disses kredse rettedes nogle efter hans anskuelse uretfærdige angreb mod de gamle, tog han bestemt afstand fra dem og skrev blandt andet "Thorilds skugga till Leopold". Af hans senere digtning er hans mange smukke salmer det mest værdifulde. 
Som historiker er han især kendt for den række mindeskrifter, han i sin egenskab af akademiets sekretær fik lejlighed til at udarbejde. De mest kendte er skildringerne af fru Lenngren, Lidner og Creutz.